# Layout de teclado

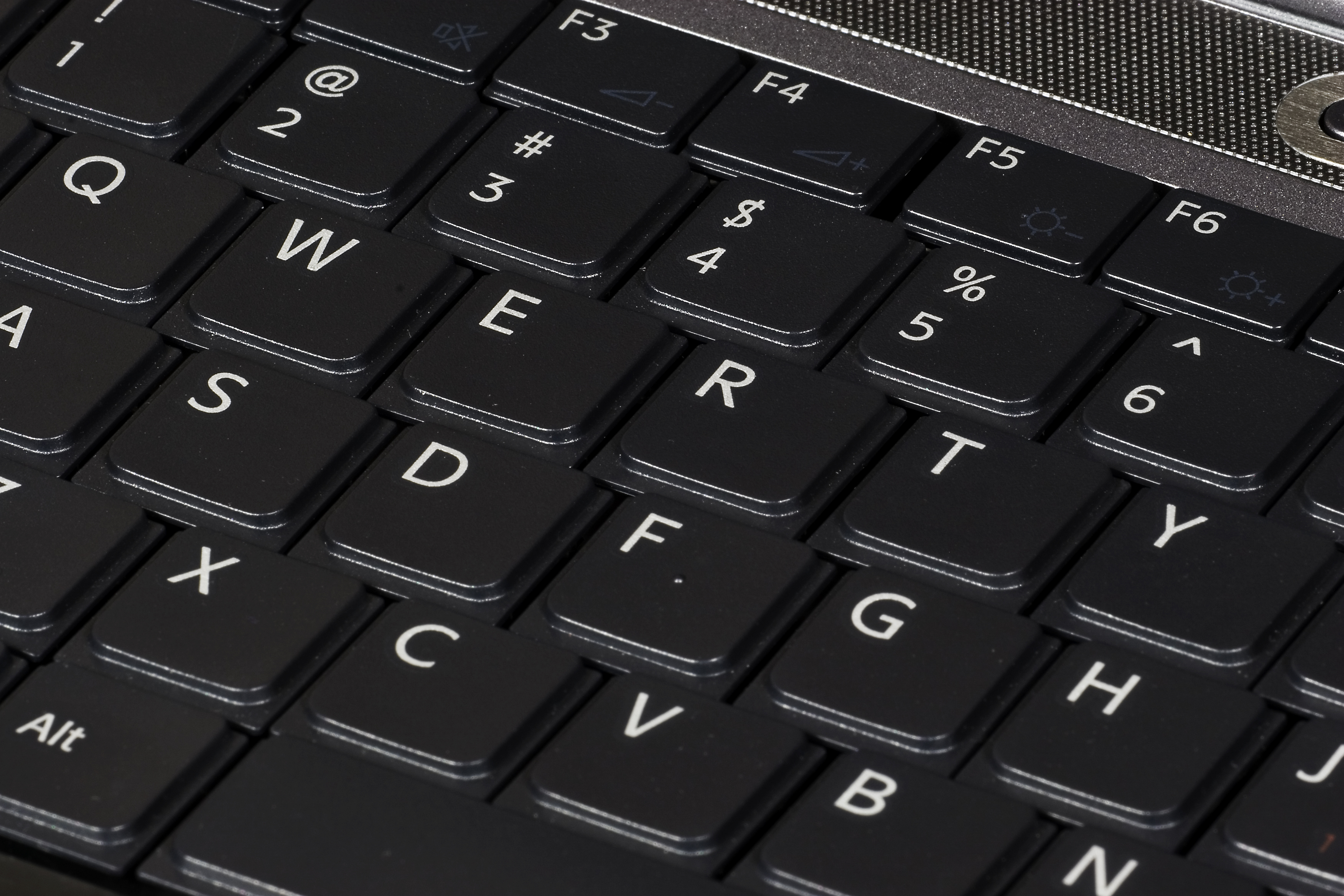
Layout QWERTY

Um layout de teclado é qualquer disposição específica para as letras do alfabeto num teclado, de computador, máquina de escrever ou outro dispositivo tipográfico. Existem diversos tipos de teclados, geralmente adaptados ao idioma em que será utilizado. Em todo o mundo, o layout mais comum é o QWERTY, originalmente projetado para língua inglesa.